# Nguyễn Ngọc Vân
Nguyễn Ngọc Vân (sinh ngày 8 tháng 1 năm 1961) là Thẩm phán cao cấp người Việt Nam. Ông hiện là Phó Chánh án Tòa án nhân dân cấp cao tại Hà Nội. Ông từng là Chánh án Tòa án nhân dân tỉnh Sơn La.

## Tiểu sử
Nguyễn Ngọc Vân sinh ngày 8 tháng 1 năm 1961, quê quán tại xã Đức Thắng, huyện Tiên Lữ, tỉnh Hưng Yên.
Ông có bằng Cử nhân Luật.
Ông từng là Bí thư ban cán sự Đảng Cộng sản Việt Nam Tòa án nhân dân tỉnh Sơn La, Chánh án Tòa án nhân dân tỉnh Sơn La.
Ngày 26 tháng 4 năm 2018, Nguyễn Ngọc Vân được trao quyết định của Chánh án Tòa án nhân dân tối cao Việt Nam Nguyễn Hòa Bình điều động, bổ nhiệm giữ chức vụ Phó Chánh án Tòa án nhân dân cấp cao tại Hà Nội từ ngày 1 tháng 5 năm 2018 cho đến khi đủ tuổi nghỉ hưu theo quy định.